# Буряківська сільська рада (Червоноармійський район)
Буряківська сільська рада (рідше — Бураківська сільська рада) — колишня адміністративно-територіальна одиниця та орган місцевого самоврядування у Червоноармійському (Пулинському) і Черняхівському районах Волинської округи, Київської та Житомирської областей УРСР з адміністративним центром у селі Буряківка.

## Населені пункти
Сільській раді на момент ліквідації були підпорядковані населені пункти:
- с. Буряківка
- с. Фльорівка

## Населення
Кількість населення ради, станом на 1923 рік, становила 881 особу, кількість дворів — 157.
Кількість населення сільської ради, станом на 1924 рік, становила 996 осіб, з перевагою населення німецької національності; кількість селянських домогосподарств — 167.
Кількість населення ради, станом на 1931 рік, складала 630 осіб.

## Історія та адміністративний устрій
Утворена 1923 року в складі колоній Буряківка, Липівка, Мар'янка та Фльорівка Пулинської волості Житомирського повіту Волинської губернії. 7 березня 1923 року увійшла до складу новоствореного Пулинського району Житомирської (згодом — Волинська) округи.
28 вересня 1925 року затверджена як німецька національна сільська рада.
17 жовтня 1935 року, відповідно до постанови ЦВК СРСР «Про розформування Мархлевського і Пулинського районів і про утворення Червоноармійського району Київської області», Пулинський район було ліквідовано, сільську раду передано до складу Черняхівського району Київської області.
20 червня 1937 року, відповідно до постанови президії ЦВК УРСР «Про часткові зміни районних меж Київської та Одеської областей», сільську раду було передано до складу Червоноармійського району Київської області.
Станом на 1 жовтня 1941 року кол. Мар'янка знята з обліку населених пунктів.
У 1946 році с. Липівка відійшло до складу Корчівської сільської ради Червоноармійського району Житомирської області.
Відповідно до інформації довідника «Українська РСР. Адміністративно-територіальний поділ», станом на 1 вересня 1946 року Буряківська сільрада входила до складу Червоноармійського району Житомирської області, на обліку в раді перебували села Буряківка та Фльорівка.
11 серпня 1954 року, відповідно до указу Президії Верховної ради УРСР «Про укрупнення сільських рад по Житомирській області», сільську раду було ліквідовано, територію ради, разом із Червоноармійською Другою та Червоноармійською Першою сільськими радами, включено до складу Червоноармійської сільської ради Червоноармійського району Житомирської області.